# 金山街道 (福泉市)
金山街道，是中华人民共和国贵州省黔南布依族苗族自治州福泉市下辖的一个街道办事处。
2014年1月7日，贵州省人民政府批复同意福泉市行政区划调整；2014年1月15日，黔南州人民政府批复同意设置金山街道办事处，辖原金山街道的城北社区、泉山社区、藜峨社区、双桥村，原城厢镇的双谷村、太平村、坪山村、城郊村，原岔河乡的岔河村、瓮赏村，办事处驻藜峨社区。

## 行政区划
金山街道下辖以下地区：
藜峨社区、泉山社区、城北社区、双桥村、太平村、城郊村、双谷村、坪山村、岔河村、瓮偿村、城厢镇和岔河乡。